# Јасмина Каранац
Јасмина Каранац (10. јун 1967) је српска новинарка и политичарка. Дугогодишња истакнута личност на телевизији Б92, у Народној скупштини Србије је од 2016. године као посланик Социјалдемократске партије Србије (СДПС).

## Рани живот и новинарска каријера
Каранац је рођен у Чачку, у тадашњој Социјалистичкој Републици Србији у Социјалистичкој Федеративној Републици Југославији. Дипломирала је на Пољопривредном факултету Универзитета у Београду.
Каранац је деведесетих радила на ТВ Чачак и водила емисију на ТВ Парламент у којој су се редовно појављивали истакнути противници власти Слободана Милошевића. Придружила се Б92 августа 2001. године као уредник вести и репортер, снимајући и документарне филмове о смрти Ивана Стамболића и Славка Ћурувије.

## Политичка каријера
СДПС је учествовао на парламентарним изборима 2016. године као део коалиције Српске напредне странке Александар Вучић – Србија побеђује. Каранац је номинована на шездесету позицију на листи. Првобитно се идентификовала као нестраначки кандидат са СДПС-ом, иако се у неком тренутку након тога званично придружила странци. Изабрана је када је листа освојила већину са 131 од 250 места.
Каранац је у скупштини 2016–20. била председник одбора за људска и мањинска права и родну равноправност; члан скупштинског одбора за заштиту животне средине и одбора за просторно планирање, саобраћај, инфраструктуру и телекомуникације; заменик члана комисије за права детета; шеф посланичке групе пријатељства Србије са Ираном; и члан посланичких група пријатељства са Азербејџаном, Данском, Италијом, Казахстаном, Канадом, Кином, Кубом, Немачком, Норвешком, Пакистаном, Русијом, Сједињеним Америчким Државама, Уједињеним Арапским Емиратима, Уједињеним Краљевством,Француском, Хрватском и Шведском.
Почетком 2017. била је једна од девет парламентараца који су учествовали у радној посети Америци ради проучавања политичке културе земље. У мају исте године изабрана је за председницу изборног штаба СДПС-а за предстојећу општинску кампању у Београду.
Заузела је тридесету позицију на изборној листи Српске напредне странке Александар Вучић — За нашу децу за парламентарне изборе у Србији 2020. и враћена је на други мандат када је листа убедљиво победила са 188 мандата. Сада ради у одбору за заштиту животне средине и у одбору за економију, регионални развој, трговину, туризам и енергетику; члан је Одбора за стабилизацију и придруживање Европска унија – Србија; води парламентарне групе пријатељства са Ираном и Светим Винсентом и Гренадинима; и служи у групама пријатељства са Алжиром, Аустралијом, Грузијом, Грчком, Израелом, Италијом, Казахстаном, Кином, Кипром, Мароком, Маурицијусом, Намибијом, Немачком, Португалом, Русијом, Сједињеним Америчким Државама,Узбекистаном, Уједињеним Краљевством, Француском, Шведском и Шпанијом.